# 1836

## Esdeveniments
Països Catalans

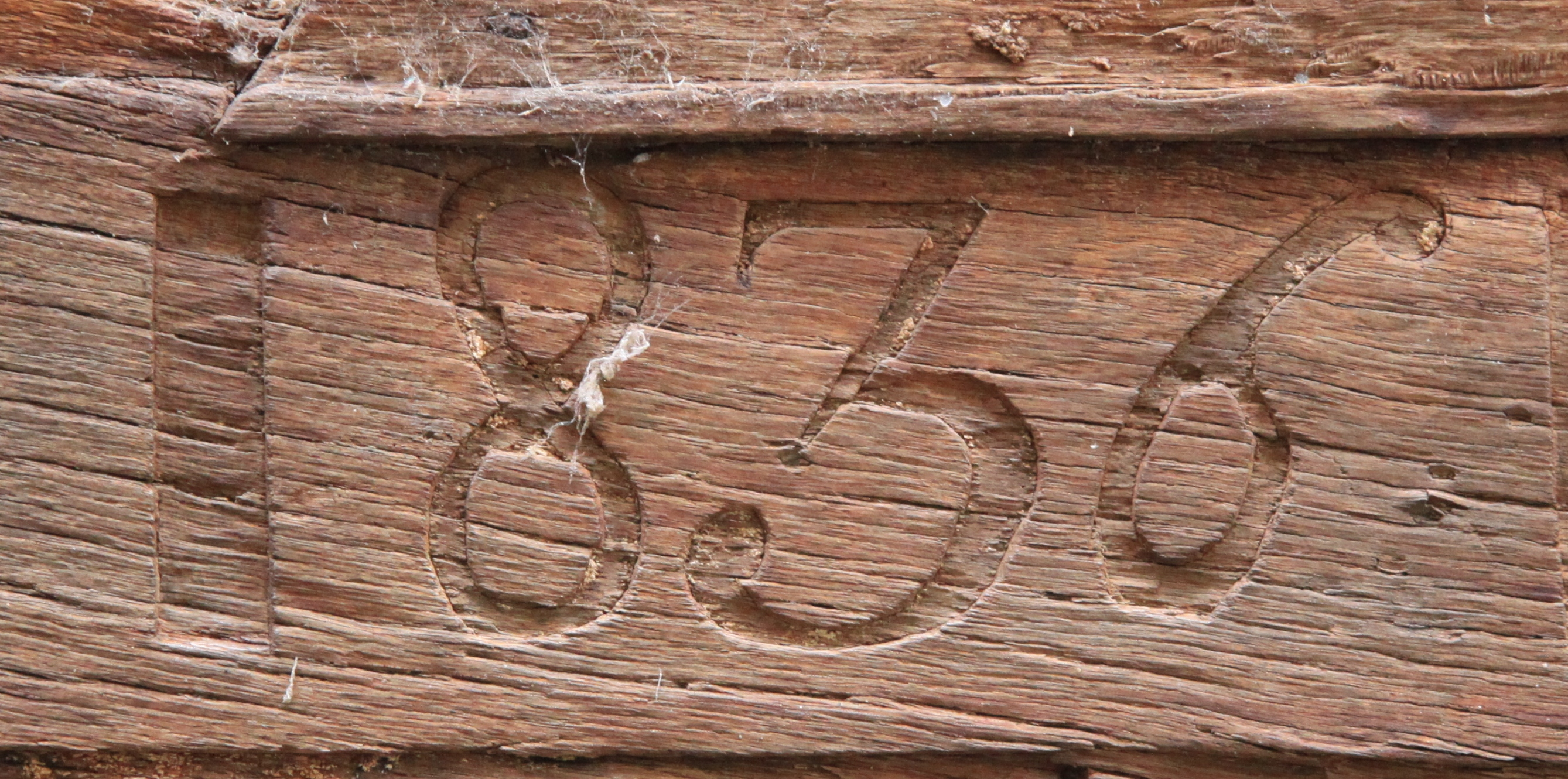
Llinda d'una casa del carrer del Pont Vell de Besalú

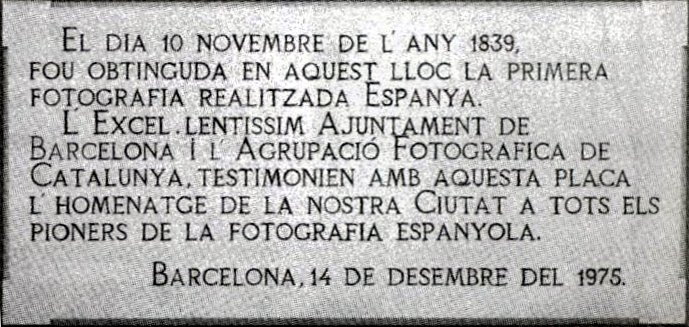
Placa commemorativa de la primera foto feta a Barcelona, el 10 de novembre de 1836

- 22 de gener, Toga, Alt Millars: els carlins que estaven sota el comandament de Josep Miralles Marín és derrotada en la batalla de Toga durant la Primera Guerra Carlina.
- 15 de març, el Bruc, província de Barcelona: els carlins guanyen la batalla del Bruc gràcies al que el massís de Montserrat i de Sant Llorenç passen a ser controlats pels carlins durant la carlinada.
- 18 de juny, Ulldecona, província de Tarragona: els carlins de Ramon Cabrera i Grinyó guanyen la batalla d'Ulldecona causant la baixa d'uns 300 liberals durant la carlinada però els liberals trenquen el setge el 21 de juny quan reben reforços comandats pel general Rodin.
- 17 de juliol, Soneixa, Alt Palància: els carlins pateixen més de 300 baixes quan surten derrotats en la batalla de Soneixa durant la carlinada.
- 25 de juliol, Albaida, Vall d'Albaida: els carlins perden la batalla d'Albaida de la carlinada.
- 7 de setembre, les Alcubles, Serrans: els carlins comandats per Lluís Llangostera i Casadevall guanyen la batalla de les Alcubles durant la carlinada.
- 10 de setembre, Prats de Lluçanès, província de Barcelona: els liberals van guanyar la batalla de Prats de Lluçanès en el context de la carlinada.
- 4 d'octubre, Montesquiu, província de Barcelona: els liberals guanyen la batalla de Montesquiu durant la carlinada.
- Assassinats 120 presoners del carlisme a Barcelona.

Resta del món
- 6 de març, San Antonio (Texas): els mexicans, comandats pel seu president Antonio López de Santa Anna guanyen ocupen la ciutat durant el setge d'El Álamo en una batalla en la que tots els defensors menys dues persones van morir durant aquesta batalla de la guerra d'independència de Texas.
- 21 d'abril, La Porte, Texas: els revolucionaris texans obtenen una victòria decisiva en la batalla de San Jacinto que provoca la rendició mexicana durant la Guerra de la independència de Texas, que guanya la seva independència.[1]
- 5 de maig, Sant Sebastià, País Basc: els carlins acaben fugint en la batalla de Lugariz davant l'actac dels liberals i els britànics a la Primera Guerra Carlina.
- 14 de maig, Velasco, Texas: el president de Mèxic Antonio López de Santa Anna, que havia estat presoner pels texans, firma el Tractat de Velasco que reconeix la independència de Texas i fixa el límit entre els dos estats al Rio Bravo. Tot i que l'exèrcit mexicà es va retirar, el govern mexicà no va reconèixer el tractat al·legant que Santa Anna no tenia capacitat per signar-lo i van continuar amb la guerra d'independència de Texas.
- 31 de maig, Bañón, Jiloca, Aragó: els carlins comandats per Josep Miralles Marín i Ramon Cabrera guanyen la batalla de Bañón durant la carlinada.
- 4 d'agost, Fortanet, Maestrat aragonès, Província de Terol: els liberals guanyen la batalla de Fortanet durant la carlinada.
- 20 de setembre, Villarrobledo, Castella la Manxa: els carlins tenen 700 baixes (200 morts i ferits ii 500 presoners)a la batalla de Villarrobledo durant l'Expedició Gómez de la Primera Guerra Carlina.
- 25 d'octubre, París, França: instal·len a la place de la Concorde l'obelisc portat del temple de Karnak de Tebes, obsequi del virrei d'Egipte, Muhàmmad Alí Paixà, a canvi d'un rellotge d'alabastre.
- 24 de desembre, Erandio, Gran Bilbao, País Basc: els liberals de Baldomero Espartero vencen la batalla de Luchana durant la carlinada.
- 25 de desembre, Bilbao, País Basc: els carlins es retiren al final del llarg setge de Bilbao de 1836 després de l'arribada de reforços liberals durant la carlinada.
- Batalla d'El Álamo.

## Naixements
Països Catalans
- 7 de gener - València: Teodor Llorente, poeta i polític, màxim representant de la Renaixença valenciana.[2]
- 7 de febrer - Reus, Baix Camp: Josep Tapiró i Baró, pintor català (m. 1913).
- 24 de juny - Barcelona: Francesc Soler i Rovirosa, pintor i escenògraf, considerat el màxim representant de l'escenografia realista a Catalunya (m. 1900).
- 20 d'agost - Oriola (el Baix Segura): Trinitario Ruiz Capdepón, polític i advocat valencià (m. 1911).
- 17 de novembre - Sant Celoni: Pau Alguersuari i Pascual, industrial, teòric tèxtil i inventor català.
- 24 de desembre - Oriola (el Baix Segura): Joaquim Agrasot Juan, pintor valencià (m. 1919).

Resta del món
- 27 de gener: Leopold von Sacher-Masoch, escriptor i periodista austríac (m. 1895).
- 17 de febrer: Gustavo Adolfo Bécquer, escriptor i poeta espanyol (m. 1870).
- 21 de febrer - Saint-Germain-du-Val (La Flèche, Sarthe, Pays del Loira, França): Clément Philibert Delibes, conegut com a Léo Delibes, compositor francès (m. 1891).[3]
- 26 de març - Estrasburg: Mélanie de Bussierre, «comtessa» de Pourtalès, aristòcrata i salonnière francesa (m. 1914).[4]
- 9 de juny - Whitechapel, Londres: Elizabeth Garrett Anderson, primera metgessa britànica (m. 1917).[5]
- 8 de juliol - Londres, Anglaterra: Joseph Chamberlain, empresari i polític anglès (m. 1914).[6]
- 7 de setembre - Glasgow, Escòcia: Henry Campbell-Bannerman, polític britànic, Primer Ministre del Regne Unit (1905-1908) (m. 1908).[7]
- 15 d'octubre - Nantes, França: James Tissot, pintor, gravador i grafista (m. 1902).[8]
- 4 de novembre - Madrid: Eduardo Rosales y Gallina, pintor purista del segle xix espanyol.

## Necrològiques
Països Catalans
Resta del món
- 27 de gener: Samru Begam, sobirana de Sardhana, esposa i successora de l'aventurer Walter Reinhardt.[9]
- 10 de juny - Marsella (França): André-Marie Ampère, físic i matemàtic francès (n. 1775).[10]
- 27 de juny - Choisy-le-Roi, Val-de-Marne, Illa de França, França: Claude Joseph Rouget de Lisle militar i compositor, autor de La marsellesa, himne estatal de França (n. 1760).[11]
- 28 de juny - Montpelier, Virgínia, (EUA): James Madison, advocat, polític, 4t. President dels Estats Units. (n. 1751).[12]
- 23 de setembre - Manchester: Maria Malibran, compositora i cantant d'òpera que gaudí d'una fama i renom inaudits en la seva època (n. 1808).[13]